# Джура (оруженосец)
Джура́ (укр. Джура), иногда называемый Цюра или Чура — оруженосец и слуга казацкого старшины на Украине в XVI—XVIII веках.

## Общие сведения
Термин джура относится к оруженосцам казацкого старшины на Украине в XVI—XVIII веках. Обычно джура также являлся и слугой. Как правило, в этой роли выступала молодёжь. Джура принимал участие в военных походах наравне с казаками, однако к реестровым казакам он не относился.

## Происхождение термина
Термин Джура имеет персидское происхождение и первоначально означал «товарищ». В украинский язык попал как заимствование из тюркского.